# Red and White Roses
Red and White Roses er en amerikansk stumfilm fra 1913.

## Medvirkende
- William Humphrey - Morgan Andrews
- Julia Swayne Gordon - Lida de Jeanne
- Leah Baird - Beth Whitney
- L. Rogers Lytton - Ralph Clark
- Earle Williams - Morgan Andrews